# Orubica (Gradiška)
Orubica (szerbül: Орубица), falu Gradiška községben, Bosznia-Hercegovinában, Bosanska krajina területén, a Szerb Köztársaságban. 

## Fekvése
Bosznia-Hercegovina északi részén, Banja Lukától légvonalban 45, közúton 53 km-re északra, községközpontjától légvonalban 15, közúton 20 km-re keletre, 89-91 méteres magasságban, a Száva nagy kanyarulatában, a folyó jobb partján és az általa félig körbevett síkságon fekszik. Vele átellenben a Száva bal partján található a jóval nagyobb horvátországi Orubica.

## Népessége
| Nemzetiségi csoport | Népesség 1991 | Népesség 2013 |
| ------------------- | ------------- | ------------- |
| Szerb               | 46            | 13            |
| Bosnyák             | 0             | 0             |
| Horvát              | 2             | 0             |
| Jugoszláv           | 0             | 1             |
| Egyéb               | 0             | 0             |
| Összesen            | 48            | 14            |

## Története
A település neve 1339-ben bukkan fel először szapolyai nemesekkel kapcsolatban, aki egy bizonyos Demeter nevű orubicai nemes fiai voltak. A bosna srebrenai ferences rendtartomány első leírásakor szintén említik Orubicát, ahol visokai ferences atyák szolgáltak. A térséget 1536-ban szállta meg a török. Orubica a török uralom alatt is a nagyobb telelpülések közé tartozott. Tomo Ivković szkardonai és boszniai püspök 1626 és 1630 között 200 katolikus hívőt bérmált itt meg. 1638. július 10-én Jeronim Lučić püspök és 8 ferences rendtársa 436 főt bérmált meg a településen. Mivel akkoriban a Száva és az Orbász közötti terület nyugati részén nem volt katolikus templom a plébánia területe a Száva mindkét partjára kiterjedt. 1672. március 28-án Nikola Ogramić az 1715 hívőből 1308-at bérmált. A plébániának nem volt temploma, sem plébániaháza, így a püspökök és a ferences atyák a katolikusok házaiban szálltak meg. 
A település területe 1878-ig tartozott az Oszmán Birodalomhoz, ekkor a berlini kongresszus határozata alapján az Osztrák-Magyar Monarchia része lett. 1879-ben az első osztrák-magyar népszámlálás során a Berbir községhez tartozó településnek 16 háztartása és 86 ortodox szerb lakosa volt. 1910-ben a Bosanska Gradiškai járáshoz és Orubica községhez tartozó településen 43 háztartást és 179 ortodox lakost találtak. A monarchia szétesésével 1918-ban előbb a Szerb-Horvát-Szlovén Királyság, majd 1929-től a Jugoszláv Királyság része. 1921-ben Orubica községnek összesen 74 háztartása és 424 lakosa volt.
Jugoszlávia megszállása után a Független Horvát Állam (NDH) része lett. A második világháborúban a településnek 49 szerb halálos áldozata volt. 1945-től a szocialista Jugoszlávia része volt. A daytoni békeszerződést követő területfelosztásnál Bosanska Gradiška község részeként a Szerb Köztársaság területéhez került.

## Nevezetességei
- Szent Péter és Pál apostolok tiszteletére szentelt pravoszláv temploma 1936-ban épült, majd 2008-ban megújították és újra felszentelték.[9] A Szávától 200 méterre nyugatra találtható, egyhajós, keletelt épület. Harangtornya a nyugati homlokzat előtt áll.